# Leichtathletik-Halleneuropameisterschaften 2021/Teilnehmer (Finnland)
| Gelbes Symbol für Goldmedaillen mit stilisierten Olympischen Ringen | Graues Symbol für Silbermedaillen mit stilisierten Olympischen Ringen | Braundes Symbol für Bronzemedaillen mit stilisierten Olympischen Ringen |
| ------------------------------------------------------------------- | --------------------------------------------------------------------- | ----------------------------------------------------------------------- |
| —                                                                   | 1                                                                     | 2                                                                       |

Aus Finnland starteten zehn Athletinnen und neun Athleten bei den Leichtathletik-Halleneuropameisterschaften 2021 in Toruń, die drei Medaillen (1 × Silber und 2 × Bronze) errangen und zwei Landesrekorde aufstellten.
Der Leichtathletik-Verband Finnland gab am 24. Februar 2021 eine 13-köpfige Mannschaft bekannt, wobei zu erwarten war, dass noch weitere Sportler und Sportlerinnen zugelassen werden würden, was sich bestätigte. Die Hürdensprinterin Reetta Hurske hatte ebenfalls die Teilnahmevoraussetzungen für die Hallen-EM erfüllt, aber auch die Qualifikationsnorm für die Olympischen Sommerspiele in Tokio. Sie entschied sich gegen eine Teilnahme in Toruń und konzentrierte sich auf das Training.

## Ergebnisse

### Frauen

#### Laufdisziplinen
| Athletin          | Disziplin   | Vorlauf                 | Vorlauf                 | Halbfinale         | Halbfinale         | Finale             | Finale             |
| Athletin          | Disziplin   | Zeit                    | Platz                   | Zeit               | Platz              | Zeit               | Platz              |
| ----------------- | ----------- | ----------------------- | ----------------------- | ------------------ | ------------------ | ------------------ | ------------------ |
| Lotta Kemppinen   | 60 m        | 7,25 s                  | 2                       | 7,24 s             | 3                  | 7,22 s             | Silber             |
| Anniina Kortetmaa | 60 m        | 7,48 s                  | 35                      | nicht qualifiziert | nicht qualifiziert | nicht qualifiziert | nicht qualifiziert |
| Sara Kuivisto     | 800 m       | 2:04,20 min             | 9                       | 2:03,64 min        | 8                  | nicht qualifiziert | nicht qualifiziert |
| Nooralotta Neziri | 60 m Hürden | 8,03 s                  | 8                       | 7,97 s             | 4                  | 7,93 s             | 4                  |
| Anni Siirtola     | 60 m Hürden | DQ (Fehlstart TR16.7.1) | DQ (Fehlstart TR16.7.1) | nicht qualifiziert | nicht qualifiziert | nicht qualifiziert | nicht qualifiziert |

#### Sprung/Wurf
| Athletin         | Disziplin      | Qualifikation | Qualifikation | Finale             | Finale             |
| Athletin         | Disziplin      | Höhe/Weite    | Platz         | Höhe/Weite         | Platz              |
| ---------------- | -------------- | ------------- | ------------- | ------------------ | ------------------ |
| Ella Junnila     | Hochsprung     | 1,91 m        | 6             | 1,96 m             | Bronze             |
| Wilma Murto      | Stabhochsprung | –––           | –––           | 4,55 m SB          | 6                  |
| Kristiina Mäkelä | Dreisprung     | 14,09 m       | 7             | 14,23 m SB         | 6                  |
| Senni Salminen   | Dreisprung     | 14,22 m PB    | 3             | 14,14 m            | 7                  |
| Senja Mäkitörmä  | Kugelstoßen    | 16.,76 m      | 16            | nicht qualifiziert | nicht qualifiziert |

### Männer

#### Laufdisziplinen
| Athlet            | Disziplin   | Vorlauf      | Vorlauf | Halbfinale         | Halbfinale         | Finale             | Finale             |
| Athlet            | Disziplin   | Zeit         | Platz   | Zeit               | Platz              | Zeit               | Platz              |
| ----------------- | ----------- | ------------ | ------- | ------------------ | ------------------ | ------------------ | ------------------ |
| Riku Illukka      | 60 m        | 6,79 s       | 46      | nicht qualifiziert | nicht qualifiziert | nicht qualifiziert | nicht qualifiziert |
| Samuel Purola     | 60 m        | 6,77 s       | 39      | nicht qualifiziert | nicht qualifiziert | nicht qualifiziert | nicht qualifiziert |
| Samuli Samuelsson | 60 m        | 6,75 s       | 30      | nicht qualifiziert | nicht qualifiziert | nicht qualifiziert | nicht qualifiziert |
| Joonas Rinne      | 1500 m      | 3:41,40 s PB | 18      | –––                | –––                | nicht qualifiziert | nicht qualifiziert |
| Elmo Lakka        | 60 m Hürden | 7,70 s       | 9       | 7,71 s             | 9                  | nicht qualifiziert | nicht qualifiziert |
| Ilari Manninen    | 60 m Hürden | 7,90 s       | 27      | nicht qualifiziert | nicht qualifiziert | nicht qualifiziert | nicht qualifiziert |

#### Sprung/Wurf
| Athlet         | Disziplin      | Qualifikation | Qualifikation | Finale             | Finale             |
| Athlet         | Disziplin      | Höhe/Weite    | Platz         | Höhe/Weite         | Platz              |
| -------------- | -------------- | ------------- | ------------- | ------------------ | ------------------ |
| Daniel Kosonen | Hochsprung     | 2,16 m        | 12            | nicht qualifiziert | nicht qualifiziert |
| Urho Kujanpää  | Stabhochsprung | 5,35 m        | 12            | nicht qualifiziert | nicht qualifiziert |
| Kristian Pulli | Weitsprung     | 7,81 m SB     | 5             | 8,24 m             | Bronze             |